# Urfirniskeramik

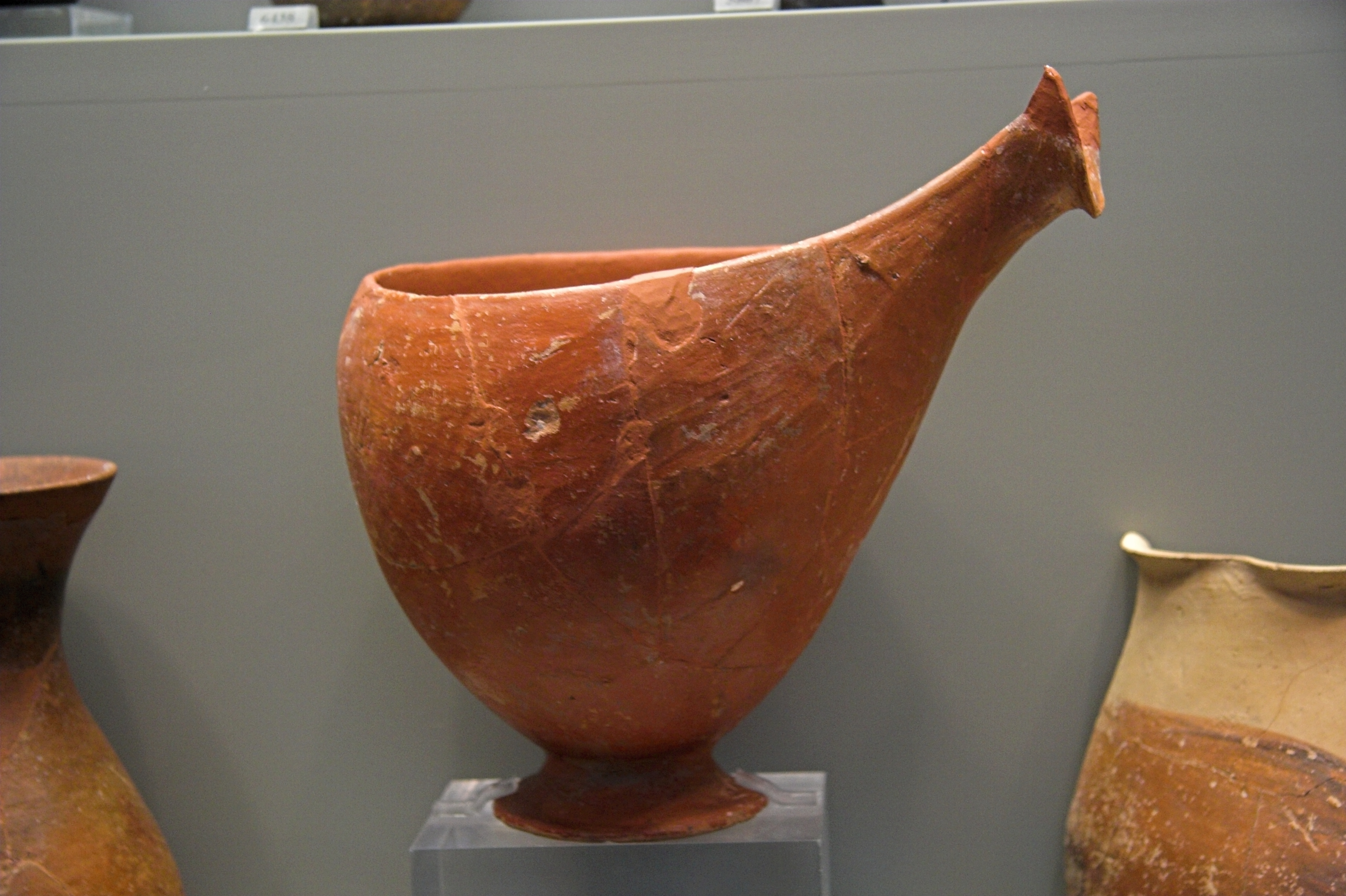
Rote Urfirnis-Sauciere ohne Henkel aus Orchomenos (2700–2100 v. Chr.)

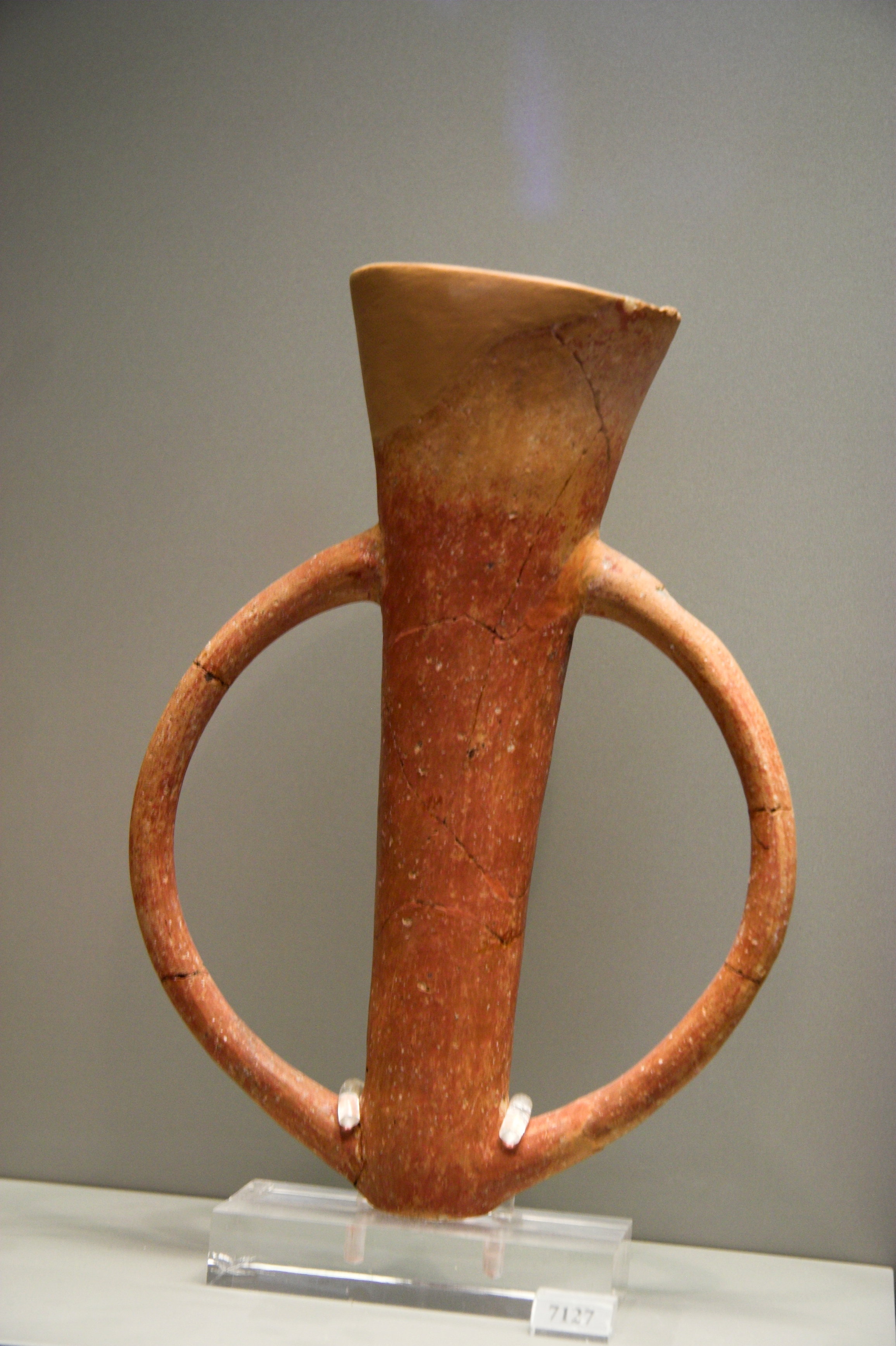
Rotes Urfirnis-Depas Amphikypellon aus Troja (2500–2300 v. Chr.)

Urfirniskeramik war ein Keramikstil im bronzezeitlichen Griechenland. Der Name wurde von dem deutschen Archäologen Adolf Furtwängler geprägt, der diese Keramik bei Ausgrabungen zusammen mit Heinrich Bulle in Orchomenos zwischen 1903 und 1905 erstmals entdeckte. Die Bezeichnung „Urfirnis“ ist auch in anderen Sprachen üblich.
Bei der Urfirniskeramik handelt es sich um einfarbige, handgemachte, dünnwandige Gefäße. Sie haben eine harte und glänzende Oberfläche. Dies wurde nicht, wie der Name Urfirnis vermuten lässt, durch eine Glasur, sondern durch den Auftrag eines eisenoxidhaltigen Tonschlickers erreicht. Hierfür wurde der eisenoxidhaltige Ton fein gemörsert, mit Wasser angerührt und auf das vorher polierte Gefäß aufgetragen. Der anschließende Brennvorgang erfolgte bei Temperaturen unter 800–850 °C. Hierbei sinterte das Eisenoxid und bildete die feste, glänzende, metallisch-schimmernde Oberfläche aus. Je nach Dicke des Schlickerauftrags erhielt man eine rote über violette, rotbraune oder blauschwarze oder auch gelbe oder dunkelolivgrüne Keramik. Durch diesen Prozess wurde ein aufwendiges Polieren zur Reduktion der Porosität unnötig, da der Urfirnis die Poren verschließt.
Die Urfirniskeramik taucht während der Bronzezeit erstmals im Frühhelladikum (FH II, 2650–2200 v. Chr.) beziehungsweise im Frühkykladikum (FK II, 2700–2200 v. Chr.) auf. Aus diesem Grund kann sie auch zur Datierung herangezogen werden. Häufige Keramikformen waren Saucieren mit und ohne Henkel, Schnabelkannen, Askoi, Wasserkrüge und Gefäße vom sogenannten Typ Depas Amphikypellon, schlanke zylindrische Gefäße mit langen, schmalen Henkeln. Sie wurden vom ersten Erscheinen bis zum Ende der Frühhelladischen Zeit (um 2000 v. Chr.) verwendet. In dieser Zeit erfuhren die Gefäße dieses Stils kaum Veränderungen.
Es wurde jedoch schon zuvor während des Mittleren Neolithikums eine sehr ähnliche Keramik hergestellt, die auch als Urfirniskeramik bezeichnet wird.